# Droit de la mer
Ne doit pas être confondu avec Droit maritime.

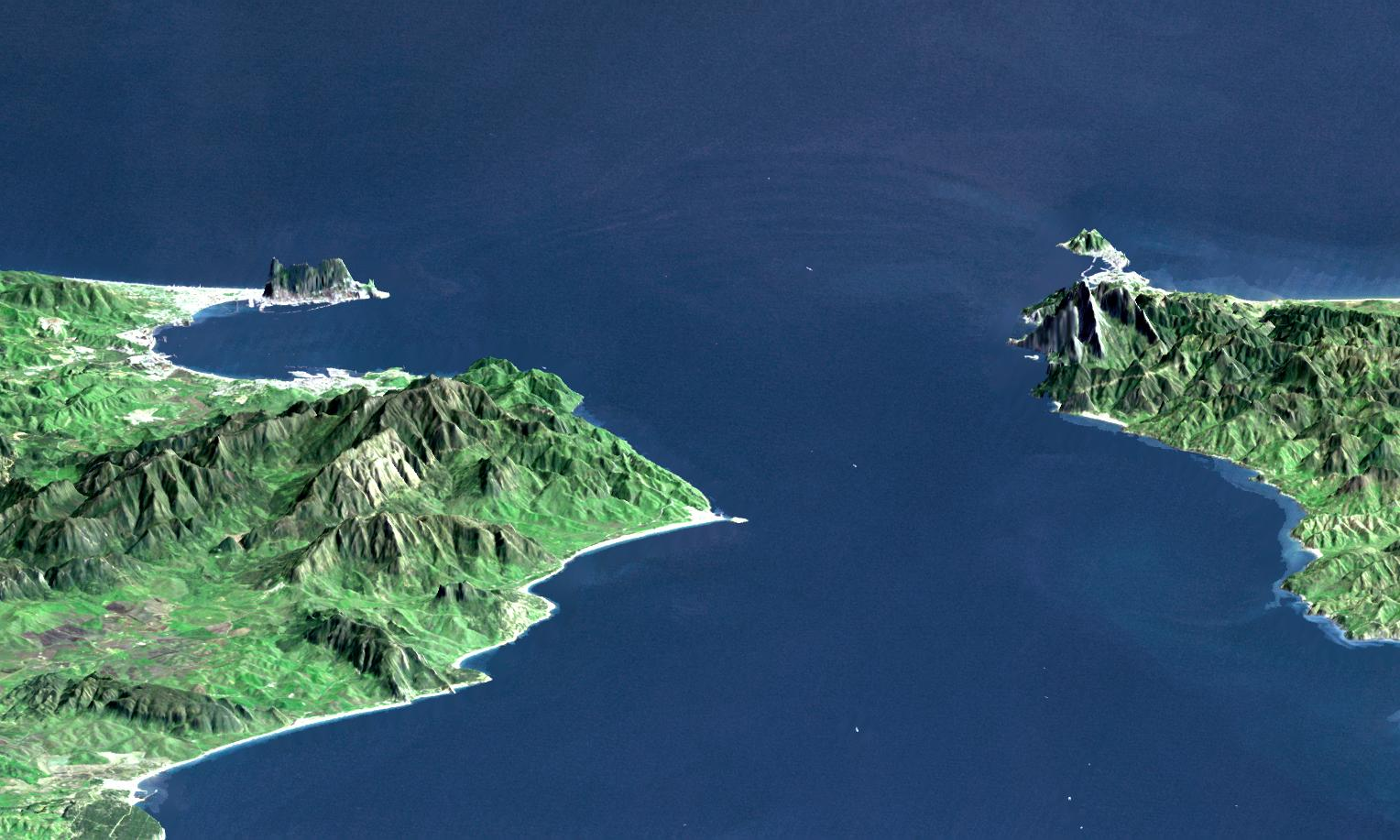
Vue en perspective du détroit de Gibraltar
à gauche l'Espagne, à droite le Maroc

Le droit de la mer est constitué par l’ensemble des règles relatives à l’utilisation des espaces maritimes, c’est-à-dire « les étendues d’eau salée, en communication libre et naturelle » par les sujets du droit international, au premier rang desquels figurent les États.
Le droit de la mer définit donc juridiquement d'une part les espaces maritimes (eaux intérieures, mer territoriale, zone contiguë, zone économique exclusive, plateau continental, haute mer, régimes particuliers des détroits internationaux et des États archipels), d'autre part les droits et les devoirs des États dans ces espaces, notamment ceux de navigation et d'exploitation des ressources économiques, ainsi que ceux de la protection du milieu marin. Le droit de la mer est au centre d'enjeux géopolitiques.

## Formation du droit de la mer
Le droit de la mer est largement d’origine coutumière. Il constitue l’une des branches les plus anciennes du droit international public. Le principe de la liberté des mers est posé pour la première fois par Grotius au XVIIe siècle, à une époque où des auteurs comme l'Anglais John Selden avec son livre Mare clausum, l'Écossais William Welwod ou le Portugais Serafim de Freitas  soutiennent des thèses opposées. 
En août 1681, avec la grande ordonnance de la Marine, la France réunit le droit des affaires privés (maritimes) et le droit de la police de la mer.
Jusqu'à la Révolution française, les tribunaux d'Amirauté étaient seuls à traiter du contentieux de la Mer. La Révolution française confia aux tribunaux de commerce les procès de droit maritime excluant, de fait, les affaires concernant le droit public de la Mer. Ainsi donc ont été séparés, l'espace (physique) et les biens mobiliers (navires).
Le droit de la mer s'est ainsi longtemps limité à ce principe de la liberté des mers : la mer et les océans sont ouverts à tous et n'appartiennent à personne, à l'exception d'une bande de 3 milles marins (1 mille marin équivaut à 1,852 km) depuis le rivage où l'État côtier exerce une pleine souveraineté, correspondant à la portée du boulet de canon de l'époque.
Le progrès des techniques militaires, de la pêche hauturière, des exploitations minières et pétrolières offshore ainsi que les risques croissants que font peser les activités humaines sur l'environnement ont entraîné au cours du XXe siècle une multiplication des revendications territoriales, souvent concurrentes, sur les mers, voire des restrictions unilatérales de droits de navigation et de pêche. Cette situation a conduit la communauté internationale à élaborer un régime commun, adaptant la doctrine de la liberté des mers, pour résoudre les tensions entre les États.

### La convention de Genève (1958)
Pour la première fois, durant la convention de Genève en 1958, le droit de la mer est codifié sur la base des travaux de la Commission du droit international. Quatre conventions sont adoptées, qui portent sur :
1. la mer territoriale et la zone contiguë[1] ;
2. la haute mer (convention sur la haute mer du 29 avril 1958, qui codifie les règles de droit international concernant la haute mer[2]) ;
3. le plateau continental (convention sur le plateau continental du 29 mars 1958 qui a pour objet de délimiter et de définir les droits des États à explorer et à exploiter les ressources naturelles du plateau continental)[3] ;
4. la pêche et la conservation des ressources biologiques[4].

Ces conventions sont entrées en vigueur entre 1962 et 1966 (la France ne ratifiant que les deux dernières) :
En 1970, à l’initiative du représentant maltais Arvid Pardo, l’Assemblée générale des Nations unies adopte la résolution 2749 (XXV) qui qualifie de « Patrimoine mondial » le fond des mers et des océans situés au-delà des limites des juridictions nationales.

### La convention des Nations unies sur le droit de la mer (1982)
À la suite de la remise en cause par les pays en voie de développement de certaines des règles fixées par les textes adoptés à Genève, la troisième conférence sur le droit de la mer est convoquée par l’Organisation des Nations unies (ONU). Celle-ci siège de 1973 à 1982 et aboutit le 10 décembre 1982 à la signature à Montego Bay (Jamaïque) de la convention des Nations unies sur le droit de la mer (CNUDM),. Son entrée en vigueur n’intervient qu’en novembre 1994, après un amendement en profondeur des dispositions les plus contestées par les pays industrialisés par l’accord du 29 juillet 1994. La France ratifie la convention en 1996. La plupart des grands pays industrialisés l’ont ratifiée, à l’exception des États-Unis.
La convention de Montego Bay prévoit la compartimentation du droit de la mer. Elle ajoute quatre zones maritimes aux zones définies précédemment :
- les eaux archipélagiques ;
- la zone économique exclusive (ZEE) ;
- les détroits navigables ;
- le fond des mers.

La convention institue également un Tribunal international du droit de la mer dont le siège est établi à Hambourg.

### Le Traité de la haute mer
Le Traité des Nations Unies sur la haute mer ou « Traité sur la biodiversité au-delà de la juridiction nationale » (en anglais Biodiversity Beyond National Jurisdiction treaty, d'où l'acronyme « BBNJ ») est un instrument juridique contraignant visant à « la conservation et l'utilisation durable de la diversité biologique marine dans les zones situées au-delà de la juridiction nationale », c'est-à-dire y compris dans les eaux internationales. Après cinq sessions de travail entre 2018 et 2023, le texte a été finalisé lors d'une conférence intergouvernementale à l'ONU (à New York) le 4 mars 2023 et adopté le 19 juin 2023.

## Signature et ratification

ratifié
signé mais non ratifié
non-signé

Ouverture à la signature — 10 décembre 1982.
Entrée en vigueur — 16 novembre 1994.
juin 2016 : 168 pays ont ratifié ou adhéré à la Convention et 157 pays ont signé (ce qui s'explique par les simples adhésions de certains États, comme le Royaume-Uni, et les autres cas, comme celui de la Slovénie).
Pays ayant signé mais non encore ratifié — (14) Afghanistan, Bhoutan, Burundi, Cambodge, Colombie, Corée du Nord, Émirats arabes unis, Éthiopie, Iran, Libye, Liechtenstein, République centrafricaine, Rwanda, Salvador.
Pays n'ayant pas signé — (17) Andorre, Érythrée, États-Unis, Israël, Kazakhstan, Kirghizistan, Ouzbékistan, Pérou, Saint-Marin, Soudan du Sud, Syrie, Tadjikistan, Timor oriental, Turquie, Turkménistan, Vatican, Venezuela.

## Typologie des espaces maritimes

Les zones maritimes du droit international de la mer.

On entend par mers ou espaces maritimes, au regard du droit international, les étendues d’eau salée, en communication libre et naturelle. Ceci exclut donc les eaux douces et les mers intérieures comme la mer Caspienne ou la mer Morte.

### Les espaces maritimes annexés au territoire terrestre

#### Les eaux intérieures (du territoire aux lignes de base)
Il s’agit des eaux incluses entre le rivage et la ligne de base à partir de laquelle est mesurée la largeur de la mer territoriale. Les ports, les havres, les rades, les estuaires, les baies historiques sont dans les eaux intérieures.
La souveraineté de l’État y est totale. L’accès à ces eaux est du seul ressort de l’État côtier, dont les lois et règlements sont pleinement applicables. Les navires privés étrangers bénéficient d’un droit de libre entrée dans les ports sur la base d’une disposition conventionnelle (convention de Genève de 1923). L’État peut réglementer voire interdire l’accès à ses ports des navires de guerre étrangers, lesquels disposent en tout état de cause d’une immunité complète.

#### La mer territoriale (des lignes de base jusqu'à12 millesau maximum)
Autrefois, la mer territoriale s’étendait à 3 milles marins de la côte (à une portée de canon). Aujourd’hui, elle peut s’étendre jusqu'à 12 milles marins à partir des lignes de base qui la séparent des eaux intérieures.
L’État exerce sa souveraineté sur les eaux territoriales : sur la nappe d’eau, mais aussi sur le fond et le sous-sol ainsi que sur l’espace aérien surjacent. Les navires étrangers, qu’il s’agisse de navires de commerce ou de navires de guerre, ont un droit de passage inoffensif dans la mer territoriale. Le passage ne doit pas cependant « porter atteinte à la paix, au bon ordre et à la sécurité de l’État côtier ». L’État côtier peut suspendre temporairement le droit de passage inoffensif des navires étrangers (en raison de manœuvres militaires).

#### Les détroits internationaux

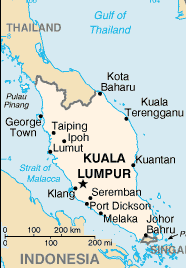
Le détroit de Malacca.

Les détroits font communiquer deux mers par une portion de mer insérée entre deux bandes de terre. La convention de Montego Bay ne remet pas en cause le régime juridique des détroits où le passage est réglementé depuis longtemps par des conventions ad hoc (les détroits turcs – Dardanelles et Bosphore – sont régis par la convention de Montreux de 1936, le détroit de Gibraltar par une convention de 1912). Cependant, elle reconnaît un droit de passage en transit, sans entrave et pacifique, à tous les navires. Ce droit de passage en transit, qui ne peut être suspendu, s’applique tant aux navires qu’aux aéronefs sur l’espace aérien surjacent, pourvu qu'il demeure pacifique.

#### Les eaux archipélagiques
Ce concept a été créé par la convention de Montego Bay pour les États archipels comme l’Indonésie ou les Philippines. Les États archipels doivent répondre à des critères précis qui permettent de déterminer le tracé des lignes de base tout en limitant les abus. Les États dont une partie est continentale et l’autre insulaire (la Grèce) n'entrent pas dans cette catégorie. Les navires de tous les États jouissent dans les eaux archipélagiques soit du droit de passage inoffensif, soit du droit de passage archipélagique pour les routes qui servent normalement à la navigation internationale. Le régime du droit de passage archipélagique est comparable à celui du droit de passage en transit sans entrave dans les détroits internationaux.

#### La zone contiguë (de la limite extérieure de la mer territoriale jusqu'à 24 milles des lignes de base)
D’une largeur maximale de 12 milles au-delà de la limite extérieure de la mer territoriale, il s’agit d’un « espace tampon » où l’État ne dispose que de quelques compétences finalisées (contrôles pour prévenir et réprimer les infractions aux lois nationales dans certains domaines). Le concept de zone contiguë résulte notamment des lois américaines des années 1920 visant à faire respecter la prohibition de l’alcool. La convention de 1958 permet à l’État riverain d’exercer les contrôles nécessaires en vue de prévenir ou de réprimer « les infractions à ses lois et règlements douaniers, fiscaux, sanitaires ou d’immigration sur son territoire ou dans sa mer territoriale ».

### Les espaces sur lesquels l’État côtier exerce des droits souverains en matière économique

#### Le plateau continental
Géographiquement, il s’agit de la bordure immergée du littoral descendant en pente douce sous la mer. La définition juridique est différente : tous les États en ont un, de 200 milles marins à partir des lignes de base mesurant la largeur de la mer territoriale. Il s’agit d’une définition complexe et bancale, pour des raisons plus politiques et diplomatiques que juridiques qui est le fruit d’un compromis entre les États n’ayant géographiquement pas de plateau continental naturel et ceux en ayant un très vaste. La convention de Montego Bay en définit les critères :
1. le plateau continental juridique s’étend à partir des lignes de base sur 200 milles marins au minimum, même s’il n’y a pas de plateau continental géologique ;
2. si le plateau continental naturel excède les 200 milles marins, il s’arrêtera juridiquement au rebord externe de la marge continentale, c'est-à-dire là où tout plateau continental cesse géologiquement ;
3. en tout état de cause, le plateau continental juridique ne peut s’étendre au-delà d’une limite maximale : soit 350 milles marins à partir des lignes de base, soit 100 milles marins au-delà de l’isobathe 2 500 mètres (c’est-à-dire la ligne reliant les points d’égale profondeur = 2 500 m). L’État riverain est libre de choisir entre le critère de distance et le critère de profondeur le critère le plus favorable.

Le régime juridique du plateau continental ne concerne que le fond et le sous-sol au-delà de la mer territoriale. L’État côtier dispose de droits souverains relatifs à l’exploitation et l’exploration des ressources naturelles du plateau continental, ce qui porte sur les fonds marins et leur sous-sol, à l’exclusion des eaux surjacentes.

#### La zone économique exclusive (ZEE)
La zone économique exclusive est d’une largeur maximale de 200 milles (370 km) au-delà des lignes de base. L’État côtier dispose de « droits souverains aux fins d’exploration et d’exploitation, de conservation et de gestion des ressources naturelles, des eaux surjacentes aux fonds marins, des fonds marins et de leur sous-sol ». L’État côtier peut donc réglementer l’activité de pêche, notamment fixer le volume autorisé des captures.
L'État côtier a les droits souverains en ce qui concerne l'exploration et l'exploitation des ressources naturelles biologiques ou non biologiques des eaux surjacentes aux fonds marins, des fonds marins et de leur sous-sol. Il a aussi les droits aux fins de conservation et de gestion des ressources naturelles biologiques (à l'exception des espèces sédentaires qui relèvent du régime du plateau continental) ou non biologiques, par exemple : quota de pêche, les périodes de pêche, …
De plus, l'État côtier détient les droits souverains en ce qui concerne les autres activités tendant à l'exploitation et à l'exploration de la ZEE à des fins économiques comme la production de l'énergie via le vent (éoliennes en mer) ou les courants marins (Hydroliennes). L'État côtier possède également le droit exclusif de procéder à la construction et d'autoriser et de réglementer la construction, l'exploitation et l'utilisation d'îles artificielles, installations et ouvrages. L'État côtier a juridiction exclusive sur ces îles artificielles, installations et ouvrages y compris en matière de lois et règlement douaniers, fiscaux, sanitaires, de sécurité et d'immigration.
L'État côtier a cependant les droits non exclusifs de réglementer, d'autoriser et de mener des recherches marines à but scientifiques dans la Zone Économique Exclusive tenant compte des intérêts des autres États engagés dans la recherche scientifique marine. Néanmoins, les recherches dans la ZEE sont menées avec le consentement de l'État côtier en question. Les droits concernant la protection de l'environnement marin sont aussi non exclusifs, mais l'État côtier garde la compétence législative et exécutive concernant l'immersion, la pollution causée par les autres navires et la pollution résultant des activités menées dans la zone des fonds marins.
L'État côtier doit en plus garantir la liberté de navigation, la liberté de survol ainsi que la liberté de poser des câbles et pipelines sous-marins, mais toujours avec son consentement.

### Les espaces maritimes internationaux

#### La haute mer (au-delà de la ZEE)
La haute mer commence au-delà de la limite extérieure de la ZEE et représente 64 % de la surface des océans. Le principe de la liberté y prévaut : liberté de navigation, de survol, de la pêche, de la recherche scientifique, de poser des câbles et des pipe-lines, de construire des îles artificielles. L’ordre juridique qui s’y applique est celui des autorités de l’État dont le navire bat le pavillon. C’est donc une compétence personnelle, fondée sur la nationalité du navire. Les États côtiers disposent seulement d’un droit de poursuite en haute mer, lorsque la poursuite a commencé dans une zone relevant de la juridiction de l’État poursuivant.
Les conventions internationales se sont multipliées pour réglementer la pêche en haute mer, pour la protection d’espèces spécifiques (baleine, thon) ou même en 1995 à propos des stocks chevauchants (les ressources halieutiques qui sont à cheval sur la ZEE et sur la haute mer) et dans ce cas, vers une extension des compétences de l’État côtier.

#### La zone internationale des fonds marins
La zone internationale des fonds marins (appelée la « Zone ») est constituée par les fonds marins. Elle commence là où sombrent les plateaux continentaux. La convention de Montego Bay consacre le principe issu de la résolution 2749 (XXV) de l’Assemblée générale : la Zone échappe à toute appropriation ; « Bien commun », elle doit être uniquement utilisée « à des fins exclusivement pacifiques » et exploitée « dans l’intérêt de l’humanité tout entière ». Si l’appropriation nationale des ressources de la Zone est interdite, la convention instaure un régime d’appropriation collective à travers l’Autorité internationale des fonds marins qui agit pour le compte de l’humanité tout entière, mais elle pourrait elle-même tirer un revenu (taxes) de cette exploitation par l’intermédiaire d’un organe spécifique, l’Entreprise (non encore mis en œuvre).
Néanmoins, la perspective de l’exploitation des ressources des fonds marins, notamment des nodules polymétalliques, et l’enjeu économique que "la zone" représente ont poussé les pays développés à négocier un accord de mise en œuvre des dispositions de la convention de Montego Bay. Sous la pression des États-Unis, l’accord du 28 juillet 1994 a substantiellement remanié la partie XI de la convention en donnant plus de pouvoirs aux pays industrialisés au sein de l’Autorité (ils se voient reconnaître un droit de veto au Conseil) et en faveur de l’investissement privé, aux dépens de l'objectif initial plus altruiste du texte de 1982, qui visait une redistribution équitable de ces richesses à l’échelle planétaire. Huit États dont la France ont obtenu auprès de l'Autorité Internationale des Fonds Marins des contrats d'exploration dans la Zone.

## Délimitation des espaces maritimes
Si la seule limite existante est avec la haute mer, ou la zone, un acte unilatéral (c'est-à-dire sans concertation) est suffisant. S’il s’agit de deux États adjacents, ou se faisant face, il est nécessaire que la délimitation ait un caractère conventionnel (accord entre les deux États). Avec l’article 15 de la convention de Montego Bay, et surtout depuis l’arrêt de la Cour internationale de justice (20 février 1969, Plateau continental de la Mer du Nord), on observe une volonté de dégager des « principes équitables » pour cette délimitation. Par exemple, s’agissant de la délimitation du plateau continental de deux États voisins, la règle de l’équidistance peut être corrigée par la prise en compte de « circonstances spéciales ».
De nombreux États n'ont pas encore délimité complètement leurs espaces maritimes.

## Protection de l'environnement
L'environnement marin est menacé par de nombreuses pollutions, dont la plus grande part (plus de 80 %) provient de sources terrestres et arrivent dans le milieu marin par les fleuves et rivières, ou par l'atmosphère ; il peut s'agir de pollutions chimiques (produits phytosanitaires, hydrocarbures…) ou biologiques (résidus médicamenteux, espèces envahissantes…). La protection de l'environnement est désormais un volet majeur du droit de la mer.

### Pollution

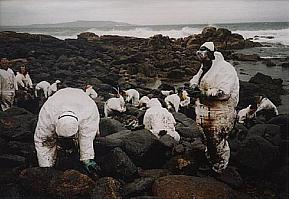
Des volontaires nettoyant la côte de la Galice à la suite de la catastrophe provoquée par le pétrolier Prestige.

La responsabilité des États en matière de lutte contre la pollution s'exerce conformément au droit international, notamment aux conventions signées dans le cadre de l'Organisation maritime internationale (OMI) ; elle concerne en particulier les zones sous leur juridiction (responsabilité de l'État côtier vis-à-vis des pollutions liées aux activités maritimes et terrestres), les navires qui fréquentent leurs ports (responsabilité de l'État du port) et les navires sous leur pavillon (responsabilité de l'État du pavillon).
Des conventions multilatérales particulières associent notamment plusieurs États côtiers qui définissent des plans pour lutter contre les pollutions accidentelles (« Manche Plan » pour la Manche, « Biscay Plan » pour le golfe de Gascogne, par exemple).
D'autres instruments spécifiques ont été mis en œuvre, par exemple des instruments financiers comme le Fonds international d’indemnisation pour les dommages dus à la pollution par les hydrocarbures (Fipol) qui conjugue un système de responsabilité des pollueurs et un fonds d’indemnisation des victimes depuis novembre 1992 ; son plafond d’indemnisation apparaît cependant trop bas compte tenu des impacts économiques et environnementaux considérables des catastrophes maritimes récentes. La nécessité apparaît désormais clairement au niveau international d’un système de responsabilité et de réparation plus efficace qui prenne mieux en compte les dommages à l'environnement.

### Conventions générales
Outre la Convention des Nations unies sur le droit de la mer, un certain nombre de conventions internationales concernent particulièrement le milieu marin ; c'est notamment le cas de la Convention sur la diversité biologique et de la Convention sur la protection du patrimoine culturel subaquatique.

### Conventions régionales
Plusieurs conventions internationales dites « régionales » sont consacrées à la protection du milieu marin et des ressources marines. On peut citer notamment :
- la Convention internationale OSPAR (Atlantique nord-est) ;
- la Convention de Barcelone (Méditerranée) ;
- la Convention d'Helsinki (Baltique) ;
- la Convention de Carthagène (Caraïbes) ;
- la Convention de Nouméa (Pacifique sud) ;
- la Convention de Nairobi (Afrique de l'Est) ;
- la Convention de Djeddah (Mer Rouge et Golfe d'Aden)
- la Convention sur la conservation de la faune et la flore marines de l'Antarctique (Océan austral).

Notamment la péninsule européenne est entourée de plusieurs mers régionales, chacune faisant l'objet de sa réglementation particulière. Grâce à des coopérations entre les différentes Commissions de mers régionales européennes entre elles ainsi qu'avec l'Union européenne, un droit paneuropéen de protection du milieu marin a été mis en place.

### Lastratégie pour le milieu marinde l'Union européenne
En 2002, la Commission publie la communication « Vers une stratégie pour la protection et la conservation du milieu marin », validée par le Conseil « Environnement » du 4 mars 2003, qui a demandé que soit définie une stratégie ambitieuse qui serait adoptée au plus tard en 2005. Après divers retards, la stratégie est traduite en une proposition qui devient la directive-cadre Stratégie pour le milieu marin le 17 juin 2008.
Cette directive vise à obtenir pour 2011 « l'utilisation durable des mers et la conservation des écosystèmes marins » via un cadre intégré fixant les orientations opérationnelles et des mesures spécifiques. Les États membres partageant une même région marine devront élaborer – en coopération étroite – des plans garantissant le « bon état écologique » de leurs eaux maritimes, s'appuyant sur des évaluations détaillées de l'état de l'environnement marin et définissant des actions à entreprendre et des objectifs à atteindre. La subsidiarité est mise en avant : aucune mesure ne sera prise au niveau communautaire (mais ces programmes nationaux seront contrôlés et approuvés par la Commission).
Trois types de mesures construisent cette stratégie pour les milieux marins :
- protéger et conserver les écosystèmes, ou rétablir leur fonctionnement, les processus et la structure de la biodiversité ;
- prévenir et éliminer progressivement la pollution ;
- contenir l'utilisation des services et des biens marins et les autres activités menées dans ce milieu à des niveaux compatibles avec les usages futurs et les écosystèmes marins.

L'objectif est d'« assurer de façon constante la protection et la conservation de ce milieu et à éviter sa
détérioration » pour atteindre un « bon état écologique du milieu marin », au plus tard en 2021.

## Statut juridique des navires
Un navire est rattaché à un État par une nationalité, indiquée par le pavillon. Normalement il existe un lien substantiel entre le navire et l’État. Mais certains États (par exemple le Liberia, Panama, Chypre, Malte) laissent libre le droit de battre leur pavillon. Il s'agit de pavillons de complaisance.
En 1986, la Conférence des Nations unies sur le commerce et le développement aboutit à la Convention des Nations Unies sur les conditions d'immatriculation des navires. Celle-ci prévoit que le lien substantiel implique des éléments économiques et administratifs, en vain puisque, faute d'un nombre suffisant de signataires, cette convention n’est pas entrée en vigueur.
Pour l’instant, 60 % de la flotte mondiale est sous pavillon de complaisance et échappe de ce fait à certaines garanties de sécurité. L'Union européenne a décidé d'intervenir dans ce domaine, notamment par l’Agence européenne pour la sécurité maritime.

## Tribunaux compétents en droit de la mer
En droit de la mer, les différends peuvent se régler devant plusieurs types de tribunaux :
- tribunaux arbitraux, choisis d'un commun accord par les parties ;
- Tribunal international du droit de la mer (TIDM/ITLOS), créé par la Convention des Nations unies sur le droit de la mer ;
- Cour internationale de justice (CIJ).